# Bouchra Khalili
Bouchra Khalili (* 1975 in Casablanca) ist eine marokkanisch-französische bildende Künstlerin und Professorin.

## Leben
Aufgewachsen in Marokko und Frankreich, promovierte sie an der Universität Sorbonne Nouvelle in Paris in Filmwissenschaften und schloss ihr Kunststudium an der École Nationale Supérieure d’Arts de Paris-Cergy ab. Mit Oktober 2020 wurde sie zur Professorin für „Artistic Strategies“ an der Universität für angewandte Kunst Wien berufen.

## Arbeit
In ihrer Arbeit beschäftigt sich Bouchra Khalili mit den Medien Film, Video, Installation, Fotografie, Druck, und Textilien, in welcher sie in ihrer Praxis Sprache, Subjektivität, Oralität und geografische Entdeckungen artikuliert.
Jedes ihrer Projekte kann als Plattform für Mitglieder politischer Minoritäten gesehen werden um Strategien und den Diskurs von Widerstand auszuweiten, zu erzählen und auszutauschen.

## Ausstellungen
Khalilis Arbeit wurde weltweit ausgestellt, etwa: „The Mapping Journey Project“, Solo Show MoMa, New York (2016);“Foreign Office” Solo Show Palais de Tokyo, Paris (2015); “Garden Conversation”, Solo Show MACBA, Barcelona (2015); „Here & Elsewhere“, New Museum, New York (2014); „The Opposite of the Voice-Over“, Solo Show Justina M. Barnicke Gallery, Toronto (2013); „The Encyclopedic Palace“, 55th Venedig Biennale (2013); „Living Labour“, Solo Show PAMM, Miami (2013); „La Triennale“, Palais de Tokyo, Paris (2012); 18. Biennale Sydney (2012); sowie 10. Sharjah Biennale (2011); und in der Gottschalkhalle während der documenta 14.

## Auszeichnungen
Bouchra Khalili ist Preisträgerin mehrerer Auszeichnungen, etwa dem „Abraaj Group Art Prize“, (2014); „Sam Art Prize 2013“, Sam Art Projects, Paris; „DAAD Artists-in-Berlin Program“ (2012); „Vera List Center for Arts and Politics Fellowship“ (The New School, New York, 2011–2013); „Villa Médicis Hors-les Murs“ (2010); „Videobrasil Residency Award“ (2009); „Image-Mouvement Grant“ (French National Centre for the Arts, 2008); „Louis Lumière Documentary Award“ (Film Office, Ministry of Foreign Affairs, France, 2005).

## Ausgewählte Arbeiten
- 2015: Foreign Office. Ein intermediales Projekt bestehend aus digitalem Film, einer Serie von Fotografien und einem Siebdruck
- 2014: Garden Conversation. Digitaler Film
- 2012–2013: The Speeches Series. Drei digitale Filme
- 2012: The Seaman. Digitaler Film
- 2012: The Wet Feet Series. Serie von Fotografien
- 2011: The Constellations Series. Serie von acht Siebdrucken
- 2008–2011: The Mapping Journey Project. Video-Installation, acht einzelne Kanäle

## Ausgewählte Publikationen und Kataloge
- 2015: Bouchra KHALILI – Foreign Office. Monograph Book. Sam Art Projects Collection, 12[16]
- 2014: Here & Elsewhere. Edited by Massimiliano Gioni, Gary Carrion-Murayari, and Natalie Bell, with Negar Azimi and Kaelen Wilson-Goldie. New Museum, New York[17]
- 2014: Freedom, KunstPalais Edition, Erlangen, Germany[18]
- 2013: The Encyclopedic Palace: Guide Book, 55th Venice Biennale. Venice Biennale Foundation
- 2013: The Encyclopedic Palace: Catalogue, 55th Venice Biennale. Venice Biennale Foundation
- 2013: 5th Moscow Biennale, Catherine de Zegher, Moscow Biennale Foundation
- 2013: Mirages d’Orient, Grenades et Figues de Barbarie, Ed. Actes Sud Beaux-Arts[19]
- 2012: Intense Proximity, the guidebook. Centre national des arts plastiques – Artlys[20]
- 2012: Intense Proximity, the anthology. Centre national des arts plastiques – Artlys[21]
- 2011: Mutations, perspectives on photography. Steidl/Paris Photo, 2011[22]
- 2011: Plot for a Biennial. Sharjah Art Foundation[23]
- 2010: Bouchra Khalili – Story Mapping. Monograph Book. Le Bureau des Compétences et Désirs/Presses du Réel[24]